# Акіндулкіно
Акінду́лкіно (рос. Акиндулкино, марій. Изи Аксарка) — присілок у складі Медведевського району Марій Ел, Росія. Входить до складу Шойбулацьке сільського поселення.

## Населення
Населення — 90 осіб (2010; 80 у 2002).
Національний склад (станом на 2002 рік):
- лучні марійці — 89 %